# Солодов, Александр Павлович
Алекса́ндр Па́влович Солодов (род. 1937) — советский и российский учёный, доктор технических наук, профессор.
Вся многолетняя деятельность учёного связана с Московским энергетическом институтом и кафедрой «Теоретических основ теплотехники» имени М. П. Вукаловича.

## Биография
Родился 5 марта 1937 года.
В 1960 году окончил Московский энергетический институт по специальности «Инженерная теплофизика».
В 1963—1965 годах обучался в аспирантуре МЭИ, где в 1967 году защитил кандидатскую и в 1988 году — докторскую диссертации.
В 1969—1991 годах работал на кафедре «Теоретических основ теплотехники» (звание доцента присвоено в 1971 году); с 1992 года работает в должности профессора этой же кафедры (звание профессора присвоено в 1993 году).
А. П. Солодовым поставлен и совершенствуется курс «Тепломассообмен в энергетическом оборудовании АЭС» для студентов Института тепловой и атомной энергетики (ИТАЭ). Также на кафедре «Теоретических основ теплотехники» им поставлен специальный курс математического и компьютерного моделирования тепломассообменных процессов и установок «Тепломассообмен». Солодовым разработано методическое обеспечение, в том числе создан авторский электронный курс «Тепломассообмен в энергетических установках», и издан двухтомный труд «Электронный курс тепломассообмена».
Александр Павлович и в настоящее время ведет научно-исследовательскую работу. Под его научным руководством подготовлено восемь кандидатов технических наук; список научных трудов включает более ста работ.
Является «Заслуженным профессором МЭИ», лауреатом премии Правительства Российской Федерации в области образования (2010), членом Национального комитета Российской академии наук по тепломассообмену.